# Powiat stargardzki

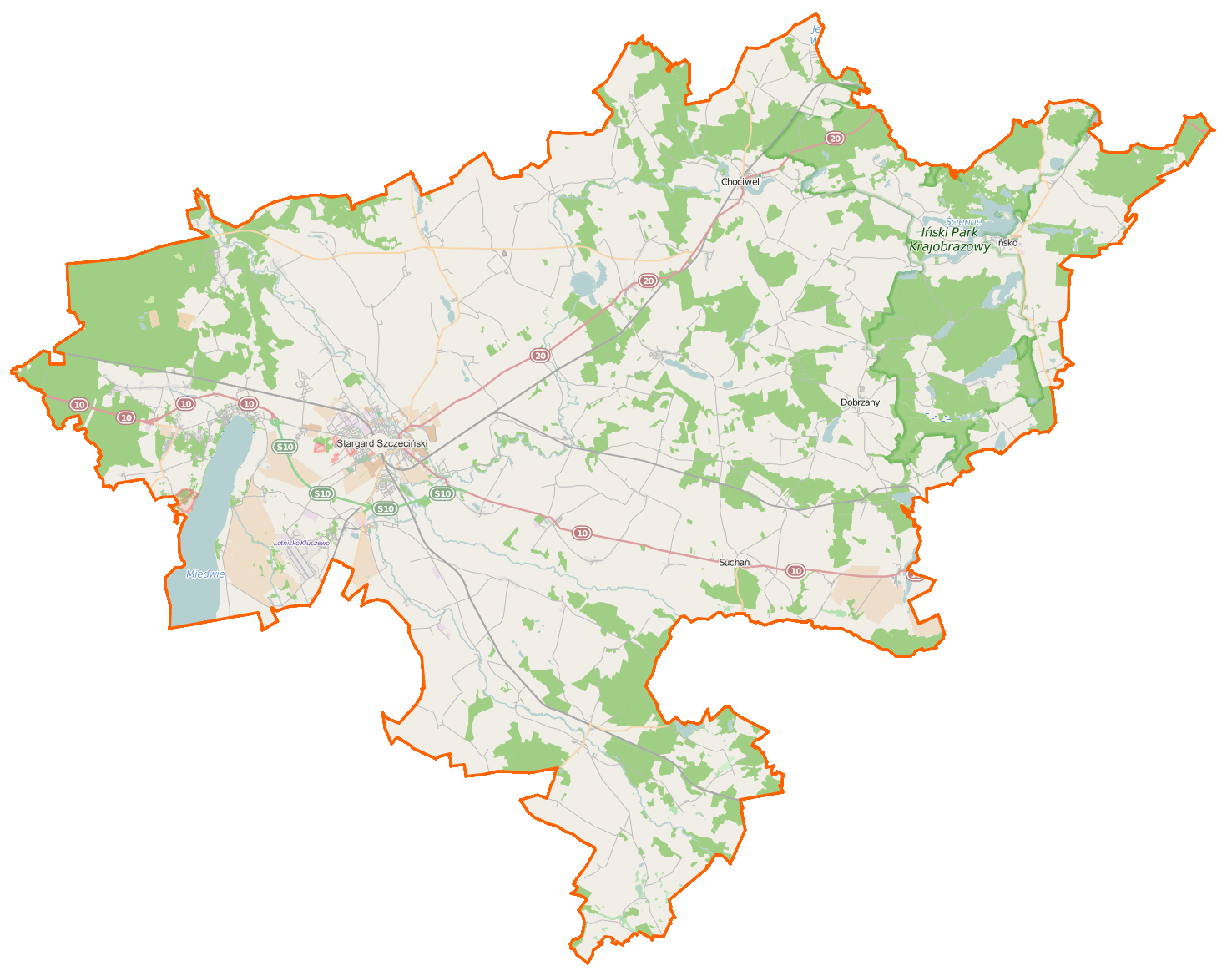
Mapa powiatu

Powiat stargardzki – powiat w północno-zachodniej Polsce, w woj. zachodniopomorskim, utworzony w 1999 roku w ramach reformy administracyjnej. Jego siedzibą jest miasto Stargard (do końca 2015 nazywające się Stargard Szczeciński).
Według danych GUS z 31 grudnia 2019 r. powiat miał około 120 tys. mieszkańców. Natomiast według danych z 30 czerwca 2020 roku powiat zamieszkiwało 120 151 osób.
W powiecie oprócz turystyki występuje przemysł spożywczy, maszynowy i odzieżowy.
W skład powiatu wchodzą:
- gminy miejskie: Stargard
- gminy miejsko-wiejskie: Chociwel, Dobrzany, Ińsko, Suchań
- gminy wiejskie: Dolice, Kobylanka, Marianowo, Stara Dąbrowa, Stargard
- miasta: Stargard, Chociwel, Dobrzany, Ińsko, Suchań

## Położenie
Według danych z 1 stycznia 2014 r. powierzchnia powiatu stargardzkiego wynosi 1519,94 km².
Powiat położony jest na Równinach: Pyrzycko-Stargardzkiej, Nowogardzkiej oraz na Pojezierzu Ińskim. We wschodniej części powiatu znajduje się Iński Park Krajobrazowy z siedzibą w Ińsku. Na zachód od Stargardu znajduje się piąte co do wielkości jezioro w Polsce – Miedwie, a w gminie Kobylanka znajduje się południowa część Puszczy Goleniowskiej.

## Gospodarka
W końcu września 2019 liczba zarejestrowanych bezrobotnych w powiecie stargardzkim obejmowała ok. 2,9 tys. mieszkańców, co stanowi stopę bezrobocia na poziomie 7,6% do aktywnych zawodowo.
Przeciętne wynagrodzenie pracownicze w październiku 2008 r. wynosiło 2670,96 zł, przy liczbie zatrudnionych pracowników w powiecie stargardzkim – 14 259 osób. Przeciętne wynagrodzenie w sektorze publicznym wynosiło 3312,93 zł, a w sektorze prywatnym 2450,99 zł.
W 2013 r. wydatki budżetu samorządu powiatu stargardzkiego wynosiły 99,5 mln zł, a dochody budżetu 104,5 mln zł. Zadłużenie (dług publiczny) samorządu według danych na koniec 2013 r. wynosiło 35,6 mln zł, co stanowiło 34,1% wartości wykonywanych dochodów.

## Demografia
Według danych z 31 grudnia 2023 r. powiat stargardzki miał 119 128 mieszkańców. Powiat stargardzki jest powiatem o największej liczbie mieszkańców w woj. zachodniopomorskim.

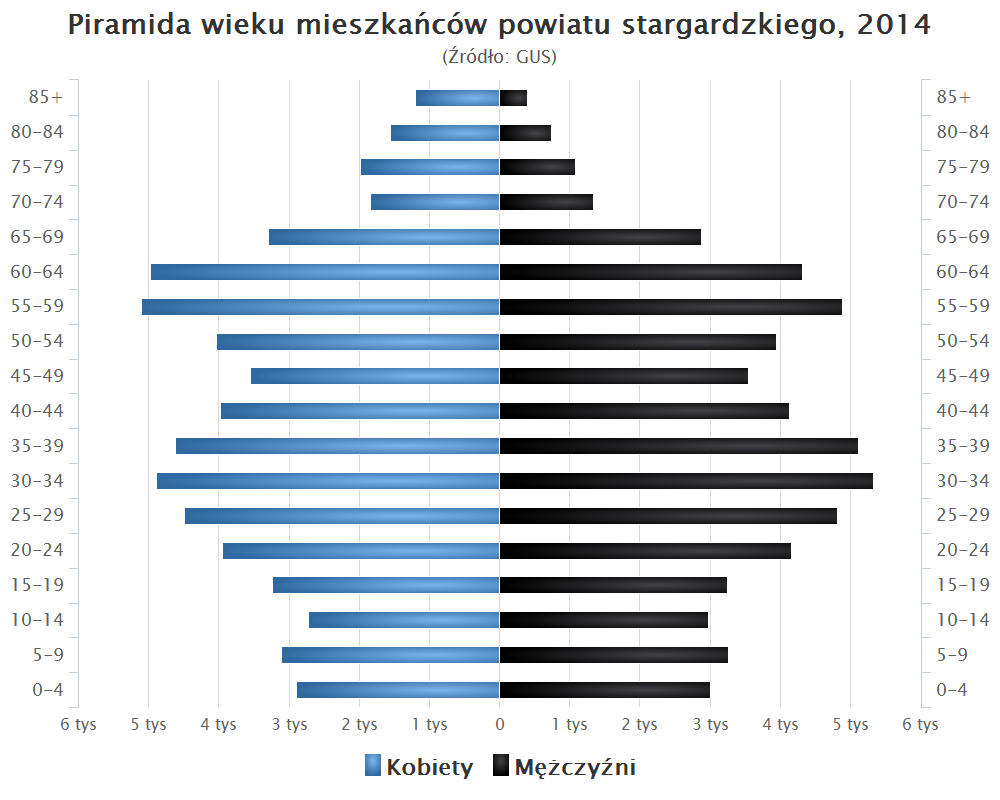
Piramida wieku mieszkańców powiatu stargardzkiego w 2014 roku

Liczba ludności (dane z 30 czerwca 2005):
|        | Ogółem  | Ogółem | Kobiety | Kobiety | Mężczyźni | Mężczyźni |
| osób   | %       | osób   | %       | osób    | %         |           |
| ------ | ------- | ------ | ------- | ------- | --------- | --------- |
| Ogółem | 119 872 | 100    | 61 145  | 51,01   | 58 727    | 48,99     |
| Miasto | 80 205  | 66,91  | 41 414  | 34,55   | 38 791    | 32,36     |
| Wieś   | 39 667  | 33,09  | 19 731  | 16,46   | 19 936    | 16,63     |

▶Wieś vs ▶miasto
Ogółem (▶k, ▶m)
Miasto (▶k, ▶m)
Wieś (▶k, ▶m)

## Przyroda
Użytki rolne w powiecie stanowią 58,8% ogólnej powierzchni. Powiat należy do regionów o średniej lesistości – 23% powierzchni regionu (województwo zachodniopomorskie – 35,2%). Zasoby leśne posiadają dużą wartość rekreacyjną gospodarczą i ekologiczną. Powierzchnia o szczególnych walorach przyrodniczych prawnie chroniona wynosi 10,2% ogólnej powierzchni regionu. Na terenie powiatu zarejestrowano 34 pomniki przyrody. Unikatowe zasoby ochrony środowiska przyrodniczego podlegają różnym formom ochrony prawnej. Najważniejsze z nich, to:
- Iński Park Krajobrazowy,
- Rezerwat przyrody Kamienna Buczyna
- Stawy Lutkowskie.

## Komunikacja
- Linie kolejowe:
  - czynne:<
    - 351 Szczecin Główny - Poznań Główny (przez Stargard i Dolice),
    - 202 Stargard - Gdańsk Główny (przez Trąbki i Chociwel)
    - 411 oraz Stargard - Kalisz Pomorski Miasto.

  - nieczynne, istniejące: Stargard Szczeciński - Kostrzyn, wąskotorowe: Stargard - Dobra Nowogardzka (przez Starą Dąbrowę), Stara Dąbrowa - Dobrzany (przez Trąbki, Marianowo i Kozy Pomorskie) oraz Kozy Pomorskie - Ińsko.
  - nieczynne, nieistniejące: wąskotorowe: Dobrzany - Poźrzadło Dwór oraz Ińsko - Drawsko Pomorskie
- Drogi:
  - krajowe:
    - 10 Lubieszyn – Szczecin – Stargard – Recz – Wałcz – Piła – Bydgoszcz – Toruń – Płońsk
    - 20 Stargard – Chociwel – Drawsko Pomorskie – Szczecinek – Miastko – Bytów – Kościerzyna – Gdynia.

  - wojewódzkie:
    - 106 Rzewnowo – Nowogard – Stargard – Pyrzyce
    - 122 Krajnik Dolny – Pyrzyce – Piasecznik
    - 141 Sowno – Przemocze – Darż,
    - 142 Szczecin – Lisowo
    - 144 Nowogard – Chociwel,
    - 151 Świdwin – Łobez – Recz – Gorzów Wielkopolski,
    - 160 Suchań – Choszczno – Dobiegniew – Drezdenko – Międzychód – Miedzichowo.

## Bezpieczeństwo
W 2009 r. wskaźnik wykrywalności sprawców przestępstw stwierdzonych w powiecie stargardzkim wynosił 67,0%. W 2009 r. stwierdzono w powiecie m.in. 595 kradzieży z włamaniem, 18 kradzieży samochodów, 113 przestępstw narkotykowych. W 2022r. wskaźnik wykrywalności sprawców przestępstw stwierdzonych w powiecie stargardzkim wynosił 71,40%. W 2022 r. w powiecie stwierdzono 2 174 przestępstw (18,25 przestępstw na 1000 mieszkańców).
Powiat stargardzki jest obszarem właściwości Prokuratury Rejonowej w Stargardzie i Prokuratury Okręgowej w Szczecinie.
Na terenie powiatu działa 17 jednostek ochotniczych straży pożarnych włączonych do krajowego systemu ratowniczo-gaśniczego. Istnieje jednostka ratowniczo-gaśnicza przy Komendzie Powiatowej Państwowej Straży Pożarnej w Stargardzie.

## Administracja
| Gminy                                              | Liczba radnych | Liczba wyborców w 2006 |
| -------------------------------------------------- | -------------- | ---------------------- |
| Stargard (3 okręgi wyborcze)                       | 13             | 56 464                 |
| Stargard (gmina wiejska), Kobylanka, Stara Dąbrowa | 4              | 14 398                 |
| Dolice, Marianowo, Suchań                          | 3              | 12 071                 |
| Chociwel, Dobrzany, Ińsko                          | 3              | 11 895                 |
| Razem (Σ)                                          | 23             | 94 828                 |

Siedzibą władz powiatu jest miasto Stargard. Organem uchwałodawczym jest Rada Powiatu w Stargardzie, w której skład wchodzi 23 radnych.
Powiat stargardzki jest obszarem właściwości miejscowej Samorządowego Kolegium Odwoławczego w Szczecinie.
Mieszkańcy powiatu stargardzkiego wybierają radnych do Sejmiku Województwa Zachodniopomorskiego w okręgu nr 5. Posłów na Sejm wybierają z okręgu wyborczego nr 41, senatora z okręgu wyborczego nr 98, a posłów do Parlamentu Europejskiego z okręgu wyborczego nr 13.

## Sąsiednie powiaty
- Szczecin (miasto na prawach powiatu)
- powiat łobeski
- powiat drawski
- powiat choszczeński
- powiat gryfiński
- powiat pyrzycki
- powiat goleniowski
- powiat myśliborski